# Le Vernois
Le Vernois ist eine französische Gemeinde im Département Jura in der Region Bourgogne-Franche-Comté. Sie gehört zum Arrondissement Lons-le-Saunier und zum Kanton Poligny. 
Die Nachbargemeinden sind Voiteur im Nordosten, Lavigny im Südosten und Le Louverot im Westen.

## Bevölkerungsentwicklung
| Jahr                       | 1962 | 1968 | 1975 | 1982 | 1990 | 1999 | 2008 | 2017 |
| Einwohner                  | 146  | 142  | 135  | 220  | 229  | 232  | 272  | 308  |
| Quellen: Cassini und INSEE |      |      |      |      |      |      |      |      |